# Alianza para el Trabajo, la Justicia y la Educación
La Alianza para el Trabajo, la Justicia y la Educación, más conocida simplemente como «la Alianza», fue una coalición política entre la Unión Cívica Radical (UCR) y la alianza Frente País Solidario (FREPASO), conformada en 1997 en la Argentina, que ganó las elecciones de 1999 con Fernando de la Rúa y «Chacho» Álvarez como presidente y vicepresidente, respectivamente. Descrita como de orientación neoliberalistay conservadurista formada por los sectores conservadores tomaron el poder de la alianza.

## Origen
En las elecciones presidenciales de 1995, el candidato Carlos Menem obtuvo el triunfo y su reelección alcanzando el 49% de los votos. La oposición se había presentado dividida en dos grandes fuerzas, el Frente País Solidario, una alianza de partidos que obtuvo el 29% de los votos, y la Unión Cívica Radical que obtuvo el 17 %. Resultaba evidente que unidas, ambas fuerzas obtenían una adhesión similar a la del Partido Justicialista.
En 1997 la UCR y el FREPASO conformaron la Alianza para el Trabajo, la Justicia y la Educación. Para conducir la agrupación de los partidos se estableció un grupo de cinco personas: Graciela Fernández Meijide, Carlos "Chacho" Álvarez, Rodolfo Terragno, Fernando de la Rúa, y Raúl Alfonsín. 
Asimismo se creó el Instituto Programático de la Alianza, dirigido por Raúl Alfonsín, acompañando por Dante Caputo.
En los primeros meses de su formación, la Alianza tuvo serias dificultades para conformarse en todo el país, debido a la desconfianza existente entre los diferentes grupos que contribuían a ella. Estas luchas internas se volverían más evidentes durante el gobierno de Fernando de la Rúa (1999-2001).
Pocos meses después, en las elecciones de 1997 la Alianza obtuvo un triunfo en todo el país. Chacho Álvarez encabezó la lista triunfante en la Capital Federal y Graciela Fernández Meijide en la provincia de Buenos Aires, donde venció a la candidata del Partido Justicialista, Chiche Duhalde.

## Acción política
En 1998 se realizaron elecciones internas para establecer quién sería el candidato a presidente de la Nación, entre la frepasista Graciela Fernández Meijide y el radical Fernando de la Rúa, triunfando este último, completándose la fórmula con Chacho Álvarez, como candidato a Vicepresidente. Fernández Meijide fue designada candidata a gobernadora de la Provincia de Buenos Aires.
En las elecciones presidenciales de octubre de 1999, la Alianza triunfó y obtuvo la elección de Fernando de la Rúa como presidente de la Nación, pero sin obtener el Senado, obteniendo también mayoría en la Cámara de Diputados. A su vez, en la estratégica Provincia de Buenos Aires, la Alianza fue derrotada.

## Miembros
| Partido | Partido | Partido                                    | Líder                           | Ideología                                   | Posición        | Coalición | Coalición |
| ------- | ------- | ------------------------------------------ | ------------------------------- | ------------------------------------------- | --------------- | --------- | --------- |
|         |         | Unión Cívica Radical                       | Fernando de la Rúa              | Radicalismo                                 | Centro          |           |           |
|         |         | Frente Grande                              | Carlos Alberto «Chacho» Álvarez | Peronismo Socialdemocracia                  | Centroizquierda |           | FREPASO   |
|         |         | Política Abierta para la Integridad Social | José Octavio Bordón             | Peronismo Socialdemocracia                  | Centro          |           | FREPASO   |
|         |         | Partido Intransigente                      | Oscar Alende                    | Socialismo democrático Progresismo          | Izquierda       |           | FREPASO   |
|         |         | Partido Demócrata Cristiano                | Mario Alfredo Marturet          | Democracia cristiana Conservadurismo social | Centro          |           | FREPASO   |
|         |         | Partido Socialista Democrático             | Alfredo Bravo                   | Socialdemocracia Progresismo                | Centroizquierda |           | FREPASO   |
|         |         | Partido Socialista Popular                 | Guillermo Estévez Boero         | Socialismo democrático Progresismo          | Izquierda       |           | FREPASO   |
|         |         | Movimiento de Integración y Desarrollo     | Juan Pablo Carrique             | Socioliberalismo Desarrollismo              | Centroderecha   |           |           |
|         |         | Partido Demócrata Progresista              | Oscar Moscariello               | Liberalismo                                 | Centroderecha   |           |           |
|         |         | Pacto Autonomista - Liberal                | Any Pereyra                     | Liberalismo Conservadurismo                 | Centroderecha   |           |           |
|         |         | Unión por Todos                            | Patricia Bullrich               | Liberalismo conservador                     | Derecha         |           |           |

## Gobierno de la Alianza (1999-2001)
La victoria de la Alianza puso fin a diez años de menemismo. Argentina estaba sufriendo el impacto de las crisis económicas asiática y brasileña, y se encontraba en medio de una profunda recesión que había comenzado a fines de 1998. El presidente Fernando de la Rúa tomó inicialmente severas medidas de ajuste fiscal y aumento de la recaudación pública, que resultaron sin embargo insuficientes para resolver el deterioro de las finanzas públicas y agravaron la capacidad productiva de la industria nacional. Por otra parte la Alianza se había comprometido en la campaña electoral a mantener el tipo de cambio anclado en paridad con el dólar estadounidense (Ley de Convertibilidad). 
Paralelamente ya en su segundo año el gobierno aliancista sería cuestionado por la polémica ley de reforma laboral que desató el escándalo de sobornos en el Senado, que llevó a la renuncia del vicepresidente Álvarez tras denunciar corrupción dentro del gobierno radical, lesionando la alianza entre el FREPASO y la UCR.
Ante el agravamiento de la situación económica el gobierno de la Rúa pidió ayuda complementaria al Fondo Monetario Internacional y a los bancos privados para reducir la presión de la deuda externa. En diciembre de 2000 se negoció un paquete de salvataje de cerca de 40.000 millones de dólares, y el gobierno anunció la inversión de 20.000 millones de dólares para programas de obras públicas para reavivar la economía. Sin embargo, la recesión y la fuga de capitales continuaron a ritmo acelerado, con el agravante adicional del descontento provocado por las medidas de ajuste que formaban parte de las condiciones impuestas por el FMI a cambio de su ayuda.
A finales de 2001, el desempleo había superado la barrera del 20%. Tras el alejamiento de José Luis Machinea del Ministerio de Economía, se nombró para el mismo al hasta entonces ministro de Defensa Ricardo López Murphy; pero sus proyectos basados en un enorme ajuste del gasto público, retirando fondos de áreas como salud o educación, chocó con una muy fuerte oposición popular. Debido a esto, se ve obligado a retirarse luego de apenas 15 días en el ministerio de Economía, y el gobierno de la Alianza recurre a nombrar Ministro de Economía a Domingo Cavallo, que ya había ocupado el cargo durante varios años de gobierno de Carlos Menem. En noviembre, el gobierno inició una reestructuración de los compromisos de la deuda externa, lo que en la práctica significaba la cesación de pagos (default). El agravamiento de la situación económica provocó desconfianza pública en el sistema financiero, por lo que se produjeron fuertes retiros de depósitos bancarios; para frenarlos, se impusieron restricciones que implicaban el congelamiento de los fondos depositados en los bancos, medida conocida como el "corralito", altamente impopular. El FMI, en tanto, endureció su posición exigiendo un recorte del 10% en el presupuesto público antes de producir cualquier nuevo desembolso de fondos.
Por otra parte, casi desde el inicio, el gobierno de la Alianza se vio afectado por fuertes luchas entre los sectores internos de la UCR y el FrePaSo, en especial de los sectores más conservadores que sostenían al presidente de la Rúa, en oposición a los sectores de centro-izquierda del alfonsinismo y el FrePaSo. Las luchas internas desembocarían en el año 2000, en un gran escándalo por una denuncia de sobornos en el Senado de la Nación con el fin de sancionar una ley laboral muy resistida por los trabajadores, atribuido al Poder Ejecutivo Nacional, y la subsiguiente renuncia del Vicepresidente Carlos "Chacho" Álvarez.
A comienzos del año 2001 comienza una gran fuga de capitales que se extendería durante todo el año, financiada en gran medida por los créditos extraordinarios concedidos a la Argentina por el FMI. A fines de noviembre de 2001, el gobierno estableció la prohibición de retirar fondos del sistema bancario, autorizando solo transferencias interbancarias. La medida afectó fuertemente a la clase media y a los sectores de la economía informal, que alcanzaba el 50% de total del mercado de trabajo. Inmediatamente se sucedió una ola de protestas, cacerolazos, saqueos, huelgas, y manifestaciones populares en todo el país. El 19 de diciembre de 2001 de la Rúa decretó el estado de sitio, y se produjo una grave represión que provocó 27 muertos los días 19 y 20 de diciembre. La rebelión popular se agravó y de la Rúa debió renunciar, habiendo completado apenas la mitad de su mandato. La consigna principal de la rebelión popular de diciembre de 2001 había sido: "¡que se vayan todos!".
La caída de De la Rúa produjo de hecho la disolución de la Alianza, ya debilitada tras la salida de Chacho Álvarez.

## Resultados electorales

### Presidenciales
| Año  | Fórmula            | Fórmula        | Votos     | %      | Posición |
| Año  | Presidente         | Vicepresidente | Votos     | %      | Posición |
| ---- | ------------------ | -------------- | --------- | ------ | -------- |
| 1999 | Fernando de la Rúa | Carlos Álvarez | 9.167.220 | 48.37% | Electos  |

### Cámara de Diputados
| Año  | Votos     | %      | Bancas ganadas | Total de bancas | Posición  | Presidencia                      |
| ---- | --------- | ------ | -------------- | --------------- | --------- | -------------------------------- |
| 1997 | 8.103.205 | 46.95% | 63/127         | 111/257         | Oposición | Carlos Saúl Menem (PJ)           |
| 1999 | 8.091.473 | 43.70% | 63/130         | 126/257         | Oposición | Carlos Saúl Menem (PJ)           |
| 2001 | 3.330.257 | 23.30% | 35/127         | 80/257          | Gobierno  | Fernando de la Rúa (UCR/Alianza) |

### Senado
| Año  | Votos     | %      | Total de bancas | Posición | Presidencia                      |
| ---- | --------- | ------ | --------------- | -------- | -------------------------------- |
| 2001 | 3.340.245 | 23.34% | 25/72           | Gobierno | Fernando de la Rúa (UCR/Alianza) |